# 戊己校尉
戊己校尉（ぼきこうい）は、中国の前漢以降の官職。西域を抑える役職であった。
『漢書』百官公卿表上によれば元帝の初元元年（紀元前48年）に置かれ、同西域伝上によると車師前王の土地（高昌）において屯田を開いた。
属官として丞、司馬各1名と候5名がおり、それぞれ秩禄は比六百石であった。
名称の由来については、『漢書』百官公卿表上の顔師古注によれば、十干のうち甲乙丙丁庚辛壬癸はそれぞれ方角に位を持つが戊と己は位を持たないので、定住する場所を持たない校尉をそれになぞらえたという説と、戊と己は中央に位置して四方を鎮撫するので、西域の中心に位置して周囲を鎮撫するのになぞらえたという説があるといい、定かではない。
『後漢書』西域伝には「戊己二校尉」とあり、戊校尉と己校尉の2人の校尉があり、その総称が戊己校尉であったようである。
王莽の時代に西域が離反し、後漢の当初は戊己校尉は置かれていなかったが、永平16年（73年）に再度設置した。しかし西域での情勢悪化により建初元年（76年）に戊己校尉を漢に呼び戻した。しかし永元3年（91年）に班超の活躍により戊己校尉をまた置くようになった（『後漢書』西域伝）。
後漢末にまた西域との交通が途絶えていたが、三国時代の魏の黄初3年（222年）に西域からの使者が訪れたことを契機として戊己校尉をまた置き、涼州刺史が戊己校尉を領するようになった（『三国志』文帝紀、『晋書』地理志上）。